# Kajsa Bergström
Kajsa Magdalena Bergström, mais conhecida como Kajsa Bergström (Sveg, 3 de janeiro de 1981) é uma curler sueca. Foi campeã olímpica em Vancouver 2010.
É irmã da também curler Anna Le Moine.